# Mazda Active2 Snow
La Mazda Active2 Snow est un concept car du constructeur automobile Japonais Mazda, présenté au salon de Los Angeles en 2009.
Il s'agit d'une des trois variantes sportives proposées par Mazda et Mazdaspeed sur la base de sa Mazda 2 de seconde génération, les deux autres étant les Mazda 2Evil et Mazda Active2 Surf.

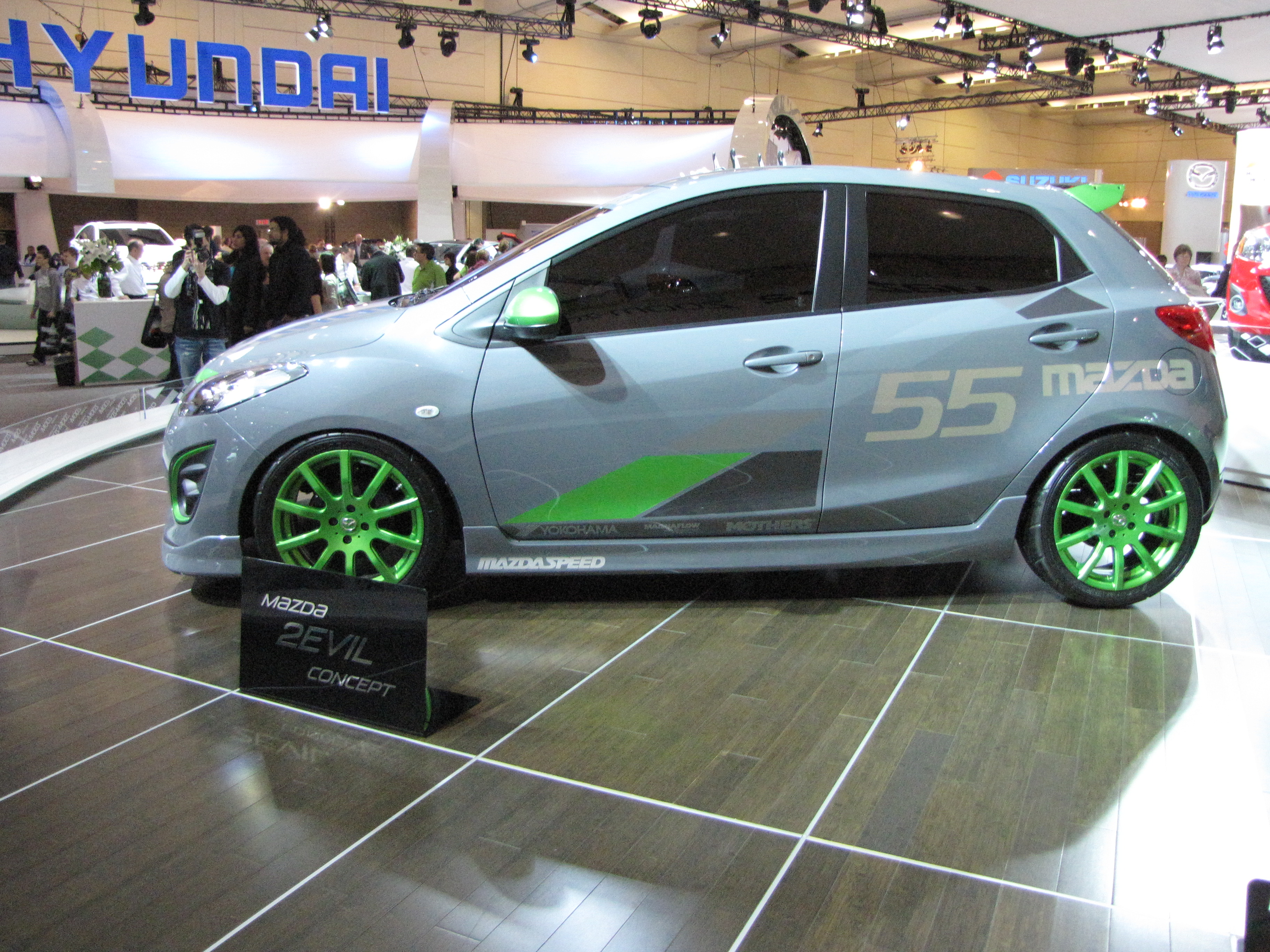
Une autre variante la Mazda 2Evil.